# Love Is Bigger Than Anything in Its Way
«Love Is Bigger Than Anything in Its Way» es una canción del grupo de rock irlandés U2, la duodécima pista de su álbum Songs of Experience.

## Tema y lanzamiento

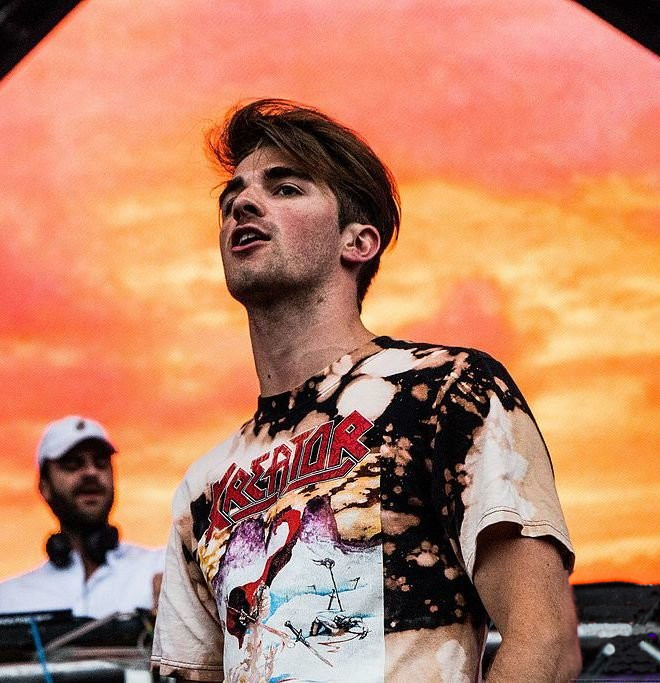
Andrew Taggart de The Chainsmokers contribuye con los teclados en "Love Is Bigger Than Anything in Its Way".

En una entrevista con iHeartRadio, el cantante Bono dijo que la canción trataba sobre cómo el amor permite superar las dificultades personales más grandes que uno pueda encontrar. La canción incluye a Andrew Taggart de The Chainsmokers en los teclados.
Fue lanzada como tercer sencillo del álbum, alcanzando el número 1 en dos listas del Billboard: Adult Alternative Songs y Dance Club Play.

## Vídeos musicales
El primer vídeo musical de la canción se filmó en el otoño de 2017. El fotógrafo David Mushegain tuvo la idea de incorporar su proyecto sobre el estilo de vida juvenil de Dublín en un vídeo tras escuchar la canción de U2. El vídeo musical lanzado oficialmente el 27 de abril de 2018 se centra en un grupo de adolescentes de Dublín que bailan y posan mientras la canción suena de fondo. Mushegain inicialmente planeó presentar únicamente a adolescentes que se identifican como LGBT+, pero después decidió incluir a jóvenes de distintas orientaciones sexuales.
El 12 de julio de 2018, se lanzó un segundo vídeo musical de la remezcla realizada por Beck. Se trata de un vídeo de animación de arcilla, en el que un hombre se está preparando para embarcarse en un viaje tras la muerte de su esposa.